# Vapour Trail
«Vapour Trail» –en español: «Rastro de vapor»– es una canción de la banda de shoegazing británica Ride, de su álbum Nowhere de 1990. Fue editada como sencillo para Estados Unidos en abril de 1991.
Escrita e interpretada por Andy Bell, es una de las canciones más reconocidas de la banda. Fue aclamada por la crítica y es una de las preferidas de los fanáticos, que la votaron como la número 145 en los Top 200 Tracks de los 90 de Pitchfork Media.
La canción se menciona en la novela The Perks of Being a Wallflower como una pista en una cinta mezclada que el narrador hace para sus amigos titulada "One Winter". También apareció en los créditos finales en Totally Fucked Up (1993) de Gregg Araki, la primera película de su "Trilogía del apocalipsis adolescente".
El video musical del sencillo fue dirigido por Kevin Kerslake.
Robert Smith realizó dos remixes de la canción en la celebración de los 25 años del lanzamiento de Nowhere en 2015.

## Lista de canciones
| US CD (Sire, 9 40055-2) |                |               |                                            |                   |          |  |
| N.º                     | Título         | Letras        | Música                                     | Vocalista         | Duración |  |
| 1.                      | «Vapour Trail» | Andy Bell     | Bell                                       | Bell              | 4:16     |  |
| 2.                      | «Unfamiliar»   | Mark Gardener | Bell, Loz Colbert, Gardener, Steve Queralt | Gardener and Bell | 4:56     |  |
| 3.                      | «Sennen»       | Bell          | Bell, Colbert, Gardener, Queralt           | Gardener and Bell | 4:23     |  |
| 4.                      | «Beneath»      | Bell          | Bell, Colbert, Gardener, Queralt           | Gardener and Bell | 4:06     |  |